# Dragefirkant
En dragefirkant er en firkant, hvor de to sider, der ligger op ad hinanden, er lige lange;[kilde mangler] formen vil dermed ligne en drage. Formlen på beregning af arealet på en regulær dragefirkant er (d1 * d2) / 2, hvor d1 og d2 er dragefirkantens diagonaler. Man kan optegne to diagonaler på dragefirkanten, således at man har fire trekanter. De to trekanter kan flyttes, så at det danner et rektangel i stedet for en dragefirkant.[kilde mangler]